# دوائر ولاية إليزي
قائمة الدوائر في ولاية إليزي حسب توزيعها على البلديات مع تعداد السكان وعدد البلديات.

## الدوائر

1. إليزي • 2. جانت• 3. إن أميناس•

| الرقم | اسم الدائرة     | البلديات | عدد السكان |
| ----- | --------------- | -------- | ---------- |
| 01    | دائرة إليزي     | 1        | 17 252     |
| 02    | دائرة جانت      | 2        | 17 618     |
| 03    | دائرة إن أميناس | 3        | 17 462     |

### مواضيع ذات صلة
- وزارة الداخلية الجزائرية
- ولاية إليزي
- بلديات ولاية إليزي
- دوائر الجزائر

### وصلات خارجية
- الموقع الرسمي لوزارة الداخلية الجزائرية